# Lærke Christensen
Lærke Sofie Christensen (født 26. maj 1996 i Frederikshavn) er en dansk håndboldspiller som indtil 2022 spillede i TTH Holstebro. I hendes sidste sæson for klubben rykkede holdet ned i 1. division. Hun har tidligere spillet for bl.a. Randers HK, SK Aarhus, Strandby-Elling IF, Team Nord-Elling og Vendsyssel Håndbold.
Hun nåede at spille i alt 5 kampe for Danmark.